# Општи народни комитет
Општи народни комитет (арап. اللجنة الشعبية العامة; al-lajna ash-sha'bēya al-'āmma) био је централни извршни орган у Великој Социјалистичкој Народној Либијској Арапској Џамахирији.

## Састав
Општи народни комитет су састављали секретар и замјеници секретара Општег народног комитета и секретари ресорних општих народних комитета. Бирао и разрјешавао их је Општи народни конгрес.
По ранијем закону Општи народни комитет су састављали: секретар и замјеници секретара Општег народног комитета, секретари ресорних општих народних комитета, секретари општинских народних комитета и секретари народних комитета основних народних конгреса. Постојао је и Секретаријат Општег народног комитета, а састављали су га секретар и замјеници секретара Општег народног комитета и секретари ресорних општих народних комитета.
Постојао је и Општи народни комитет за општине. Састављали су га: секретар и замјеници секретара Општег народног комитета, секретари ресорних општих народних комитета и секретари општинских народних комитета.

## Дјелокруг
По Закону бр. (1) о народним конгресима и народним комитетима (2007) Општи народни комитет је:
- спроводио законе и одлуке основних народних конгреса које је усвајао Општи народни конгрес;
- предлагао општи државни буџет;
- израђивао нацрте закона и друге акте који су предлагани основним народним конгресима;
- надгледао рад ресорних општих народних комитета;
- надгледао рад институција и јавних предузећа;
- одлучивао о унутрашњој организацији ресорних општих народних комитета;
- уређивао начин прекограничног слања делегација ради рада, студирања, обуке и лијечења, као и ради вршења јавних функција;
- доносио уредбе о изршењу закона;
- уређивао начин закључења уговора;
- одлучивао о оснивању, укидању, организацији и дјелокругу институција и јавних предузећа;[4][5]
- претресао и одобравао међународне конвенције, споразуме и зајмове и упућивао их основним народним конгресима на ратификацију;
- одлучивао о давању азила и о начину поступања са избјеглицама.

Секретар Општег народног комитета је био шеф владе.